# Basilica di Sant'Apollinare (Roma)
La basilica di Sant'Apollinare alle Terme Neroniane-Alessandrine, più semplicemente conosciuta come Sant'Apollinare, è un luogo di culto cattolico di Roma avente la dignità di basilica minore, situato nel rione Ponte, tra Piazza Navona e Palazzo Altemps.

## Storia
La chiesa fu fondata da papa Adriano I intorno al 780, su resti di preesistenze di epoca romana. La prima menzione dell'edificio si trova nella biografia di questo papa del Liber pontificalis; la chiesa è ricordata ancora in una cronaca del X secolo del monaco Benedetto del Soratte, il quale menziona una cappellina ...infra civitatem Romam non longe ab aecclesia sancti Apolinaris in templum Alexandrini. Il riferimento è alle terme Neroniane-Alessandrine. Papa Adriano fondò accanto alla chiesa un monastero per monaci basiliani in fuga da Costantinopoli.
La chiesa fu dotata anche di un collegio di canonici, testimoniato per la prima volta nel 1284, e che durò fino al 1576. Nel 1517 papa Leone X la elevò a titolo cardinalizio; esso fu soppresso nel 1587 e poi, dal 1935, ripristinato da Pio XI col nome di Sant'Apollinare alle Terme Neroniane-Alessandrine. La chiesa fu anche sede parrocchiale dal 1562 fino alla riforma delle parrocchie operata da papa Leone XII nel 1824.
L'edificio originario era preceduto da un piccolo portico e, al suo interno, era suddiviso in tre navate con abside. Esso fu poi ricostruito nelle forme attuali da Ferdinando Fuga per volontà di papa Benedetto XIV tra il 1742 e il 1748: lo stesso pontefice consacrò la nuova chiesa il 21 aprile 1748.
Con la riedificazione, Sant'Apollinare divenne parte di un vasto complesso edilizio che fu sede del Collegio Germanico-Ungarico dei Gesuiti dal 1574 al 1773; esso fu poi sede del Pontificio istituto di Sant'Apollinare. Il 6 novembre 1884 il cardinale Lucido Maria Parocchi vi consacrò vescovo il futuro papa Pio X. Nel 1992 l'intera struttura, compresa la chiesa - che sono di proprietà dell'APSA - è stata data in affitto alla Prelatura dell'Opus Dei, che vi ha installato la sua Pontificia Università della Santa Croce.
Nel corso della sua lunga storia la chiesa fu visitata da diversi pontefici: da papa Pio IX nel 1847 in occasione del II centenario della riapparizione dell'immagine della Madonna; e da papa Giovanni XXIII nel 1959 e nel 1962.
Nel 2008 è stato completato il lungo restauro dell'intero immobile e della piazza antistante.
La basilica di Sant'Apollinare è diventata famosa per avere ospitato, dal 1990 al 2012, la tomba di Enrico De Pedis, capo della banda della Magliana. La notizia della sepoltura del criminale presso la basilica di Sant'Apollinare era già emersa nel 1995, divenendo oggetto di indagine da parte del magistrato Andrea De Gasperis. La questione riemerse suscitando ancora più clamore e proteste nel 2005 dopo che una segnalazione al programma televisivo Chi l'ha visto? legò la figura di De Pedis al caso della sparizione di Emanuela Orlandi, la ragazza, con cittadinanza vaticana, scomparsa misteriosamente nel giugno 1983 dopo aver finito la sua lezione di musica, che si svolgeva proprio accanto alla basilica. Il 18 giugno 2012 la salma di De Pedis è stata traslata dalla basilica, come disposto dalla procura della Repubblica di Roma.

## Descrizione

### Facciata e atrio

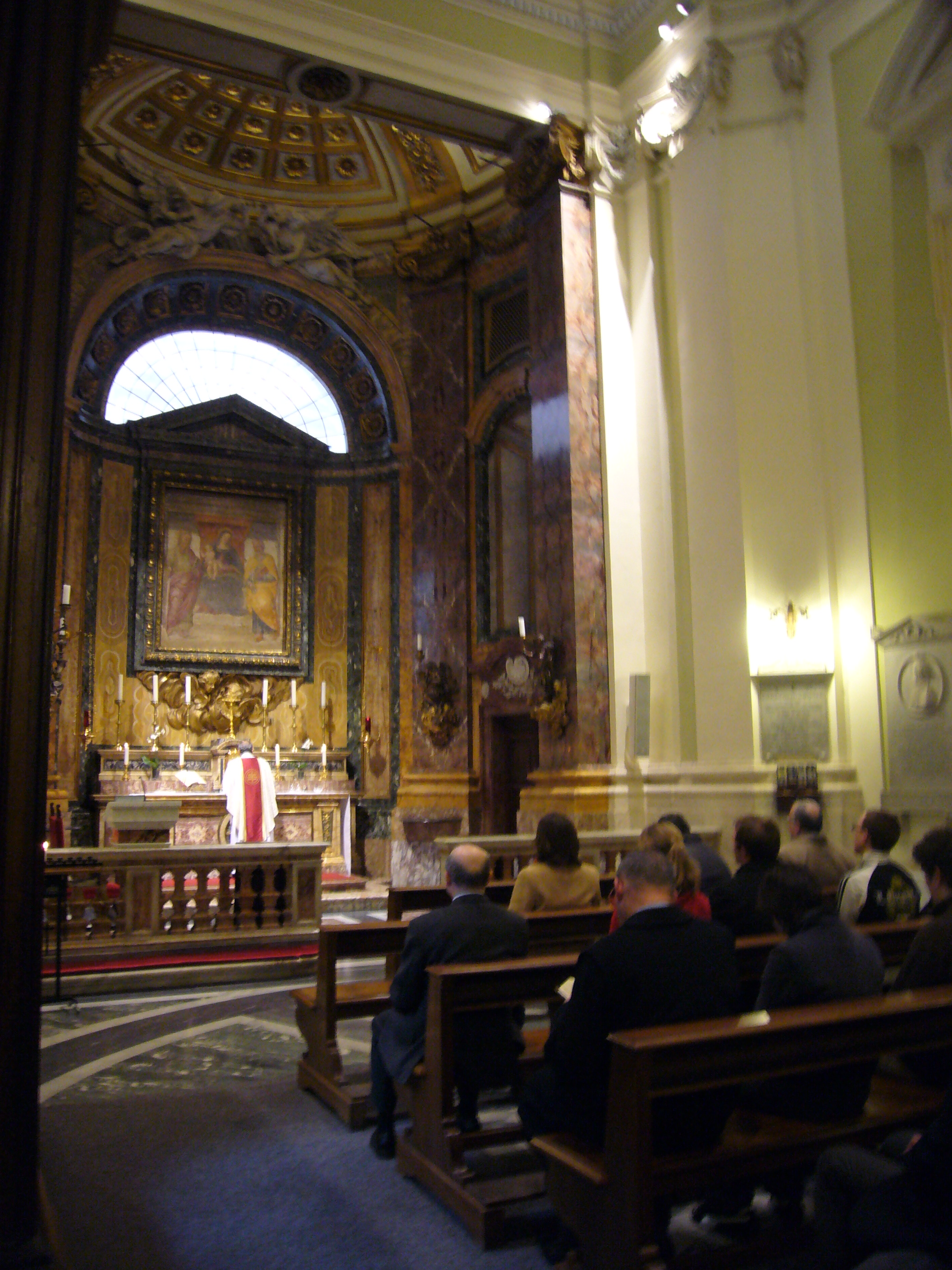
Interno dell'atrio con l'immagine della Madonna

La facciata della chiesa, che si affaccia su piazza di Sant'Apollinare, è suddivisa in due registri (uno inferiore e uno superiore) da un cornicione marmoreo. Nella fascia inferiore si trovano il portale e due finestre laterali, in quella superiore un grande finestrone; sulla sommità un timpano. 
Dal portale si accede all'atrio, anticamente un portico, trasformato in cappella. Qui è conservata un'immagine del XV secolo raffigurante una Madonna tra gli apostoli Pietro e Paolo. A questa immagine è legato un particolare episodio della storia di Roma: durante il passaggio dei soldati di Carlo VIII di Francia nel 1494, la venerata immagine fu ricoperta da uno strato d'intonaco per nasconderla e proteggerla dai soldati che avevano posto il loro accampamento davanti alla chiesa. L'immagine fu così dimenticata e riapparve grazie ad un terremoto che ne staccò l'intonaco il 13 febbraio 1647.

### Interno

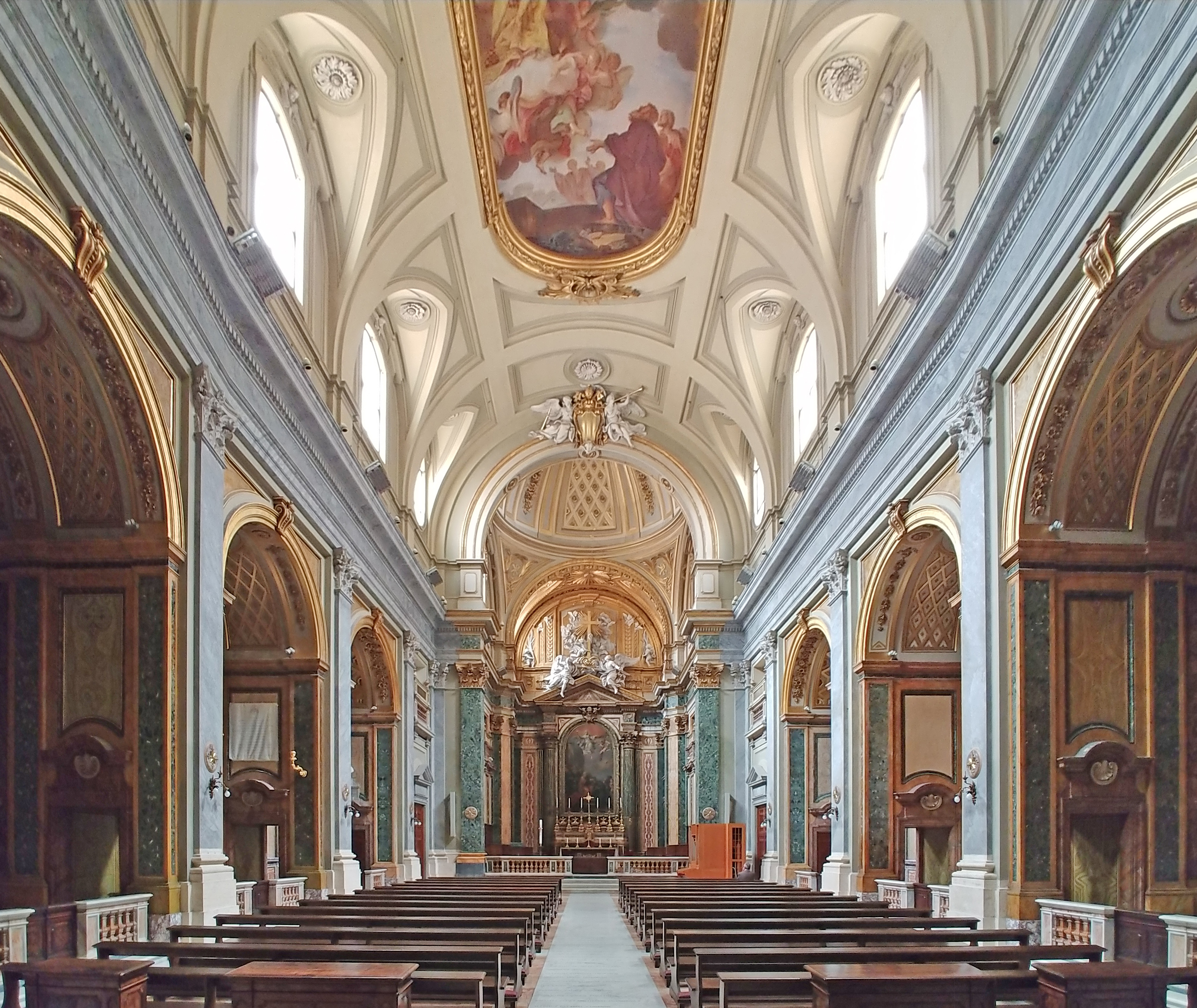
Interno della basilica

La chiesa è costituita da una navata unica con cappelle laterali. La volta della navata, a botte, è decorata con un affresco di Stefano Pozzi che raffigura la Gloria di Sant'Apollinare. Sono sei le cappelle laterali, tre per lato: su quello destro vi sono le cappelle dedicate ai santi Luigi Gonzaga, Giuseppe e Francesco Saverio; sul lato sinistro le cappelle dedicate ai santi Giovanni Nepomuceno, Josemaría Escrivá de Balaguer ed Ignazio di Loyola.
La pala d'altare della cappella di San Giuseppe è la Sacra Famiglia, celebre dipinto di Giacomo Zoboli. La pala d'altare della cappella di San Giovanni Nepomuceno è di Placido Costanzi.
L'altare maggiore, nell'abside rettangolare, è opera di Bernardino Ludovisi del 1746; la tela raffigurante il santo titolare è di Ercole Graziani. Tra i molti abbellimenti dell'altare maggiore vi figurano due candelabri di Luigi Valadier, famoso argentiere romano padre dell'architetto Giuseppe.

### Palazzo di Sant'Apollinare
Adiacente alla basilica sorge il Palazzo di Sant'Apollinare che ha nei secoli ospitato numerose istituzioni cattoliche tra cui Collegio Germanico, Accademia di San Luca, Pontificio Seminario Romano, Pontificio Istituto di Sant’Apollinare, Circolo San Pietro e Accademia di Musica “Tommaso da Vittoria”, e che attualmente è sede della Pontificia Università della Santa Croce.

## Persone note sepolte nella Basilica
- Giacomo Carissimi, compositore italiano di musica barocca, e maestro di cappella di Sant'Apollinare (1674).[7]
- Antonio Palombi, cappellano segreto e crocifero di papa Pio VI (1785).
- Luigi Valenti Gonzaga (1725-1808), cardinale.
- Domenico Jorio (1867-1954), cardinale presbitero di Sant'Apollinare alle Terme Neroniane-Alessandrine, camerlengo di Santa Romana Chiesa e prefetto della Congregazione dei Sacramenti.
- Jean-Louis Tauran (1943-2018), cardinale presbitero di Sant'Apollinare alle Terme Neroniane-Alessandrine, camerlengo di Santa Romana Chiesa e presidente del Pontificio consiglio per il dialogo interreligioso.